# Liriodendron
Liriodendron L. este un gen de plante din familia Magnoliaceae. Liriodendronul este orginar din America de Nord și China și cuprinde 2 specii de arbori cu înălțimea până la 50 m.

## Descriere
- Frunzele sunt lobat-lirate.

- Florile (cu 6 petale galbene, 3 sepale verzi, divergente, carpele și stamine numeroase), terminale, hermafrodite, de culoare galben-verzui, la bază liniate oranj.

- Fructele sunt achene aripate, reunite într-un con de până la 8 cm lungime.

## Înmulțire
Se înmulțește prin semințe, (de obicei toamna), prin marcotaj sau altoire în despicătură (pe puieți de un an, sub sticlă).

## Utilizare
Ca plante ornamentale, se folosesc în parcuri și grădini de-a lungul aleilor, iar ca exemplar izolat, pe peluze și la marginea grupurilor arborescente, în sol humos, afânat și fară calcar.

## Specii
Cuprinde două specii:
- Liriodendron chinense
- Liriodendron tulipifera L.